# Ruth Graham

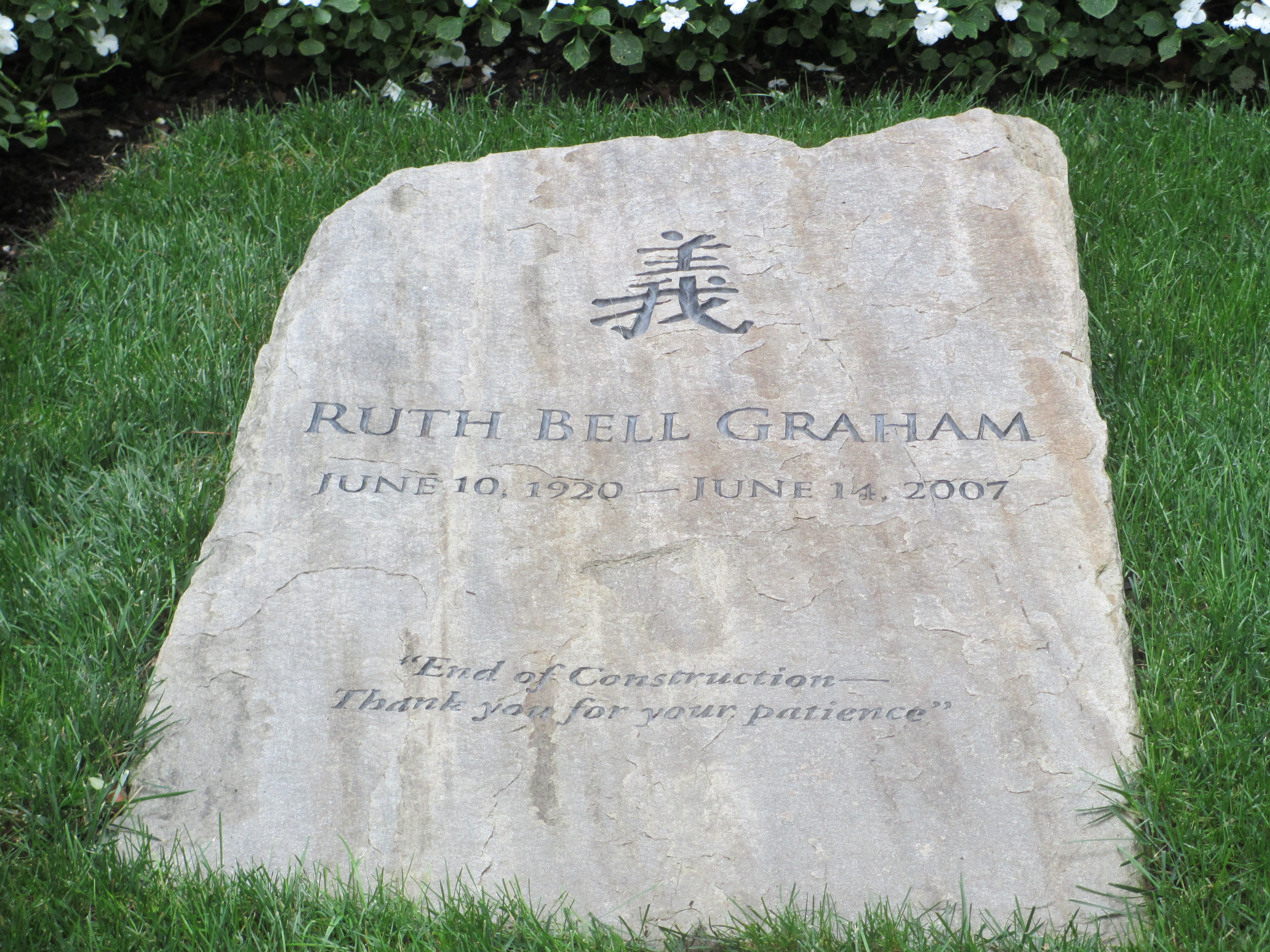
Graf van Ruth Graham

Ruth Bell Graham (Qingjiang, 10 juni 1920 - Montreat, 14 juni 2007) was een Amerikaanse christelijke activiste alsmede schrijfster en dichteres van christelijke werken die bekend is geworden als de echtgenote van de Amerikaanse baptistenpredikant en -evangelist Billy Graham. Zelf was ze presbyteriaans.

## Levensloop
Ze werd geboren als dochter van Amerikaanse medische zendelingen in China. Ze volgde drie jaar lang een High School in de Koreaanse stad Pyongyang, haalde tijdens een verlof van haar ouders in de Verenigde Staten aldaar haar diploma en begon een studie in de geesteswetenschappen op bachelorniveau aan het Wheaton College in Illinois. Op deze protestantse onderwijsinstelling leerde ze haar latere echtgenoot Billy Graham kennen met wie zij in 1943 in het huwelijk trad.
Ruth Graham leidde onder meer een zondagsschool en richtte in 1966 de Ruth and Billy Graham Children's Health Center in Asheville (North Carolina) op waaraan zij tot aan haar dood was verbonden. In 1996 kregen zij en haar man gezamenlijk de Congressional Gold Medal, de hoogste burgerlijke onderscheiding van het Amerikaans Congres.
Zij gold als de steun en toeverlaat bij de drukke godsdienstige werkzaamheden van haar man die verklaarde dat "niemand anders de last zou hebben kunnen dragen die zij droeg. Ze was een essentieel en integraal deel van onze bediening, en mijn werk zou door de jaren heen onmogelijk zijn geweest zonder haar steun."
Na een ziekte van een aantal maanden waarbij zij op het laatst in coma geraakte, overleed Ruth Graham op 87-jarige leeftijd.

## Werken
- Our Christmas Story, 1959
- Sitting by My Laughing Fire, 1977 (herzien in 2006)
- It's My Turn, 1982
- Legacy of a Pack Rat, 1989
- Prodigals and Those Who Love Them, 1991
- Clouds are the Dust of His Feet, 1992
- One Wintry Night, 1994
- Collected Poems, 1997
- Prayers from a Mother's Heart, 1999
- Footprints of a Pilgrim: The Life and Loves of Ruth Bell Graham, 2001
- Never Let It End: Poems of a Lifelong Love, 2001

Samen met Gigi Graham:
- Coffee and Conversation With Ruth Bell Graham and Gigi Graham Tchividjian, 1997
- Mothers Together, 1998
- A Quiet Knowing, 2001

- Biblioteca Nacional de España: XX5280511
- Catàleg d'autoritats de noms i títols de Catalunya: 981058614931206706
- Gemeinsame Normdatei: 120035731
- International Standard Name Identifier: 0000 0001 1748 0731
- Library of Congress Control Number: n82043196
- Nationale Bibliotheek van Israël: 987007421757205171
- Nederlandse Thesaurus van Auteursnamen: 140491325
- SNAC: w6k37csn
- Virtual International Authority File: 18042646
- WorldCat: E39PBJB8wdjvYwcPJJf4V3k4bd